# Agnieszka Kalinowska
Trwa reanimacja tego artykułu/biogramu. Pomóż go nam poprawić.
Agnieszka Kalinowska (ur. 1971) – polska artystka współczesna. Malarka, autorka wideo, instalacji, rzeźb i obiektów wykonanych z niestandardowych materiałów.

## Życiorys
Studiowała na Wydziale Malarstwa ASP w Poznaniu (1993–1998), gdzie uzyskała dyplom z malarstwa i rysunku. W 2003 roku została stypendystką programu Civitella Ranieri – Fellowship we Włoszech. 2006 rok spędziła w Nowym Jorku w ramach programu Location One, a 2007 w Zurychu w ramach programu Pro Helvetia.
Należy do grona najbardziej cenionych polskich artystów, o czym świadczą liczne wystawy w Polsce i za granicą. W 2002 roku w Centrum Sztuki Współczesnej Zamek Ujazdowski w Warszawie artystka zrealizowała projekt Jeszcze trochę – instalację i obiekty rzeźbiarskie zbudowane z gumek recepturek, zamienionych w przedziwną roślinę i dwie siłujące się postacie, oraz konfetti i karnawałowych serpentyn, pośród których ustawiono maszynę do sprzątania, znaną wszystkim z supermarketów. Z kolei w ramach krakowskiego festiwal novart.pl, także w 2002 roku, pod sklepieniem Galerii Krzysztofory rozpięła mnóstwo taśmy izolacyjnej w kilku kolorach układającej się w kształty identycznych postaci w kaskach uwieszonych na linach, być może fragmentach jakiejś walącej się konstrukcji, a może wręcz przeciwnie – budujących coś. Praca miała przewrotny tytuł Beware! Insulation!, gdzie insulation może zostać przetłumaczone na język polski zarówno dosłownie, ale także i bardziej metaforycznie. W jej instalacjach właściwie nie pojawia się człowiek jako taki. Jest on jednak bohaterem filmów artystki. W serii czterech wideo I am here on business (2004) widzimy takie same sekwencje, zmieniają się tylko ich bohaterowie, którzy leżąc na brzuchu, patrząc na siebie z na przeciwka próbują negocjować. Tytułowy biznes to sprawy zawodowe i osobiste, zależnie od przypadku. Obydwoje negocjatorów ma jednak związane z tyłu ręce, a pętla łącząca nogi i szyję kurczowo zaciska się wokół niej przy każdym gwałtowniejszym ruchu. Warto zauważyć, że jedną z dyskutujących par jest artysta i kurator. Właśnie napięcie, niepokój, zarówno psychiczny, jak i fizyczny dyskomfort, to najczęstszy temat jej realizacji.

## Wystawy
- 2011 BWA Warsawa, Warsaw, Poland Galerie für Zeitgenössische Kunst GfZK, Leipzig, Germany Galeria Art Stations, Poznan, Poland BWA Warszawa, Warsaw, Poland
- 2010 The Forgotten Bar / Galerie im Regierungsviertel, Berlin, Germany Muzeum Sztuki in collaboration with the Festival of Dialogue of Four Cultures, Lodz, Poland
- 2009 „Draughty House”, Museum Moderner Kunst Stiftung Ludwig – mumok – Factory, Vienna, Austria, curator: Edelbert Köb, Rainer Fuchs Galerie nächst St. Stephan Rosemarie Schwarzwälder in Vienna Palacio de Sástago, Zaragoza, Spain
- 2008 „Night Projection”, Works 2002–2008, Centre for Contemporary Art Ujazdowski Castle, Warsaw, Poland
- 2008 Life? Biomorphic Forms in Sculpture, Kunsthaus Graz, Austria;
- 2006 Paris is burning (z Joanną Rajkowską), Galeria Laurin, Zurich; Ciepło/zimno: letnia miłość, Zachęta, Warszawa; Before it will get hot, wyst. ind. Galerie nächst St. Stephen, Wiedeń[4]; You won’t feel a thing, Kunsthause Drezden, Niemcy;
- 2005 Safe, Goodnight Tower (z A. Żmijewskim), Karlskrona, Szwecja; Wrong expectation, Darmstadt Kunsthalle, Niemcy;
- 2004 Summer solstice, wyst. ind. Platan Gallery, Budapeszt; Personal doping, Arizona State University Art Museum, Tempe, AZ, USA, curator: John Spiak;Personal doping, wyst. ind. Zachęta, Warszawa; Za czerwonym horyzontem, CSW Warszawa; Palimpsest Muzeum, Łódź Biennale; BHP, IS Wyspa, Gdańsk; Brooklyn Euphoria, NY USA;
- 2003 Architectures of gender, Sculpture Center, NY USA;
- 2002 Letnie presilenie, wyst. ind. Galeria Manhattan, Łódź; Jeszcze trochę, wyst. ind. CSW Warszawa[2]; novart, Kraków; Rzeczywiście młodzi są realistami, CSW Warszawa;
- 2001 Rybie oko, BGSW Słupsk;
- 2000 Bardzo nieładnie, Galeria Wyspa, Gdańsk; Najgroźniejsze pędzle, Królikarnia, Warszawa.